# Joshua Walmsley
Pour les articles homonymes, voir Walmsley.
Joshua Walmsley (1794–1871) est un homme d'affaires anglais et un homme politique du Parti libéral.

## Biographie
Le fils de John Walmsley, un architecte, constructeur et maçon de marbre, il est né à Liverpool le 29 septembre 1794 et fait ses études à Knowsley, Lancashire et Eden Hall, Westmorland. À la mort de son père en 1807, Walmsley devient enseignant à l'école Eden Hall, et après son retour à Liverpool en 1811, il prend un poste d'enseignant à l'école de M. Knowles. Il entre au service d'un marchand de blé en 1814 et, à la fin de cet engagement, se lance lui-même dans le même commerce.
Il est l'un des premiers partisans de l'abrogation du droit sur le maïs et est ensuite un militant actif avec Richard Cobden, John Bright et d'autres dans la Ligue Anti-Cornlaw. En 1826, il prend la présidence de la Liverpool Mechanics 'Institution. À peu près au même moment, Walmsley fait la connaissance de George Stephenson, dont les projets ferroviaires l'intéressent, et avec qui il s'associe pour acheter le domaine de Snibstone, près d'Ashby-de-la-Zouch, où se trouvent de riches filons de charbon. Il est élu membre du conseil municipal de Liverpool en 1835 et travaille pour améliorer la police, l'assainissement et l'éducation de la ville. Il est nommé maire en novembre 1838 et fait chevalier à l'occasion du mariage de la reine Victoria.
Avec Lord Palmerston, Walmsley se présente sans succès Liverpool pour les libéraux en juin 1841. Il se retire à l'abbaye de Ranton, Staffordshire, en 1843, et aux élections générales de 1847, il est élu député de Leicester, mais est démis de ses fonctions sur pétition. Il fonde la National Reform Association à cette époque, et en est le président et l'organisateur en chef pendant de nombreuses années. En 1849, il est élu comme député de Bolton dans le Lancashire, mais en 1852 il échange ce siège pour Leicester, où ses efforts au nom des charpentiers l'ont rendu populaire. Il perd son siège en 1857 et se retire pratiquement de la vie publique, bien qu'il conserve la présidence de la Ligue nationale du dimanche de 1856 à 1869.
Il meurt le 17 novembre 1871 à Hume Towers, sa résidence à Bournemouth, laissant des enfants, dont HM Walmsley qui écrit The Life of Sir Joshua Walmsley (Londres 1879). Il est enterré à l'église All Saints, Edge Hill, Liverpool . Son épouse, Adeline Mulleneux, lui survécut deux ans.